# Danske kunstskatte til England
Danske kunstskatte til England er en dansk dokumentarfilm fra 1948 med instruktion og af Sten Jørgensen.

## Handling
Reportagefilm om det store arbejde, der gik forud for afsendelsen af de danske kunstgenstande til udstillingen i London i 1948.